# Макс-Герман Бауер
Макс-Герман Бауер (нім. Max-Hermann Bauer; 24 липня 1912, Вільгельмсгафен — 6 квітня 1940, Північне море) — німецький офіцер-підводник, корветтен-капітан крігсмаріне.

## Біографія
Син адмірала Германа Бауера. 1 квітня 1930 року вступив у рейхсмаріне. З 1 листопада 1937 по 24 листопада 1939 року — командир підводного човна U-18, на якому здійснив 4 походи (47 днів у морі). З 12 грудня 1939 року — командир U-50, на якому здійснив 2 походи (30 днів у морі). 6 квітня 1940 року при проведенні другого бойового походу човен підірвався на мінному полі № 7 у Північному морі, яке встановили британські есмінці «Експрес», «Еск», «Ікарус» та «Імпалсів». Внаслідок вибуху човен затонув з усім екіпажем з 44 осіб поблизу голландського острову Терсхеллінг.
Всього за час бойових дій Бауер потопив 5 ворожих кораблів загальною водотоннажністю 16 589 брт.
| № | Дата              | Назва             | Тип                | Належність      | Водотоннажність (брт) | Вантаж                       | Конвой | Результат та координати                                                | Наслідки атаки для екіпажу      |
| - | ----------------- | ----------------- | ------------------ | --------------- | --------------------- | ---------------------------- | ------ | ---------------------------------------------------------------------- | ------------------------------- |
| 1 | 18 листопада 1939 | Parkhill          | торговий пароплав  | Велика Британія | 500                   | 449 тонн вугілля             |        | потоплено 58°07' пн.ш. 2°18' зх.д.                                     | 9 (всі загинули)                |
| 2 | 11 лютого 1940    | Orania            | суховантажне судно | Швеція          | 1854                  | кукурудза, висівки та макуха |        | потоплено 61°33′ пн. ш. 0°07′ зх. д. / 61.550° пн. ш. 0.117° зх. д.    | 24 (14 загиблих та 10 вцілілих) |
| 3 | 15 лютого 1940    | Maryland          | суховантажне судно | Данія           | 4895                  | макуха                       |        | потоплено 57°09′ пн. ш. 12°00′ зх. д. / 57.150° пн. ш. 12.000° зх. д.  | 34 (усі загинули)               |
| 4 | 21 лютого 1940    | Tara              | суховантажне судно | Нідерланди      | 4760                  | зерно                        |        | потоплено 42°45′ пн. ш. 10°25′ зх. д. / 42.750° пн. ш. 10.417° зх. д.  |                                 |
| 5 | 22 лютого 1940    | British Endeavour | танкер             | Велика Британія | 4580                  | баласт                       | OGF 19 | потоплений 42°11′ пн. ш. 11°35′ зх. д. / 42.183° пн. ш. 11.583° зх. д. | 38 (5 загиблих та 33 вціліли)   |

## Звання
- Кандидат в офіцери (1 квітня 1930)
- Морський кадет (10 жовтня 1930)
- Фенріх-цур-зее (1 січня 1932)
- Обер-фенріх-цур-зее (1 жовтня 1934)
- Лейтенант-цур-зее (1 жовтня 1934)
- Обер-лейтенант-цур-зее (1 червня 1936)
- Капітан-лейтенант (1 квітня 1939)
- Корветтен-капітан (1 травня 1940, посмертно)

## Нагороди
- Медаль «За вислугу років у Вермахті» 4-го класу (4 роки)
- Нагрудний знак підводника (23 листопада 1939)
- Залізний хрест
  - 2-го класу (23 листопада 1939)
  - 1-го класу (3 березня 1940)